# Problème à N corps
Pour un article plus général, voir Théorie du chaos.
Pour le livre de Liu Cixin, consultez l'article Le Problème à trois corps.

Modélisation du mouvement de trois particules, montrant le caractère chaotique de leurs trajectoires.

Le problème à N corps est un problème de mécanique céleste consistant à déterminer les trajectoires d'un ensemble de N corps s'attirant mutuellement ; plus précisément, il s'agit de résoudre les équations du mouvement de Newton pour N corps interagissant gravitationnellement, connaissant leurs masses ainsi que leurs positions et vitesses initiales. Le cas N = 2 (problème à deux corps) a été résolu par Newton, mais dès N = 3 (problème à trois corps) apparaissent des solutions essentiellement impossibles à expliciter, car sensibles aux conditions initiales. 
Il s'agit d'un problème mathématique fondamental pour l'astronomie classique, c’est-à-dire dans le cas où les effets de la relativité générale peuvent être négligés : vitesses des corps petites devant la vitesse de la lumière dans le vide, et champs de gravitation faibles, ce qui est essentiellement le cas dans le Système solaire. 
Par extension cette appellation a été conservée dans le cas où l'on s'intéresse à un ensemble de particules liées par un potentiel quelconque ; le problème à N corps se pose également dans le cadre de la relativité générale, mais son étude y est encore plus difficile que dans le cadre newtonien.

## Formulation mathématique
L'objet d'étude du problème général à {\displaystyle N} corps est un système physique classique et idéalisé qui consiste en un système mécanique isolé composé d'un nombre donné {\displaystyle N\;\left(\{N\in \mathbb {N} ^{\star }\;|\;N\geq 2\}\right)} de points {\displaystyle P_{i}\;\left(i=1,\cdots ,N\right)} de masse constante {\displaystyle m_{i}\;\left(\{m_{i}\in \mathbb {R} _{+}^{\star }\;|\;m_{i}>0\}\right)} en interaction mutuelle, exclusivement gravitationnelle, selon la loi de Newton. Chaque point {\displaystyle P_{i}} est attiré par les autres {\displaystyle \left(N-1\right)} points {\displaystyle P_{j}\;\left(1\leq j\neq i\leq N\right)} et chacun d'eux exerce sur {\displaystyle P_{i}} une force {\displaystyle {\vec {F}}_{ij}} dont l'intensité est directement proportionnelle au produit de leurs masses {\displaystyle \left(\propto m_{i}m_{j}\right)} et inversement proportionnelle au carré de la distance {\displaystyle \left(\propto r^{-2}\right)} entre {\displaystyle P_{i}} et {\displaystyle P_{j}}.
Le problème à N corps est modélisé par une équation différentielle. Étant donné les valeurs initiales des positions q j (0) et des vitesses {\displaystyle {\dot {q}}_{j}(0)} des N particules (j = 1, 2, …, N) avec q j (0) ≠ q k (0) pour tout j et k distincts, il s'agit de trouver une solution du système du second ordre
{\displaystyle \forall j\in \{1,\ldots ,N\},m_{j}{\ddot {\vec {q_{j}}}}=-G\sum _{k\in \{1,\ldots ,{\rm {{N}\}\backslash \{j\}}}}{\frac {m_{j}m_{k}\left({\vec {q_{j}}}-{\vec {q_{k}}}\right)}{\|{\vec {q_{j}}}-{\vec {q_{k}}}\|^{3}}}}
où G est la constante gravitationnelle, m1, m2, …, mN sont des constantes représentant les masses des N particules, et q1, q2, …, qN sont leurs vecteurs position (à trois dimensions) dépendant du temps t.
Cette équation est simplement la seconde loi du mouvement de Newton ; le terme de gauche est le produit de la masse de la particule et de son accélération, tandis que le terme de droite est la somme des forces gravitationnelles qui s'exercent sur la particule. Ces forces sont proportionnelles aux masses concernées et varient proportionnellement à l'inverse du carré de la distance de ces masses. Puisqu'il faut tenir compte de la direction de ces forces (pour les mesurer par un produit scalaire avec un des vecteurs unitaires du repère spatial dans lequel on mesure aussi les accélérations subies par chaque particule), il faut insérer un q j − q k au numérateur et le compenser par un cube au dénominateur (et non plus un simple carré).
La formule est valide si on suppose que l'espace est cartésien et orthogonal au temps (de même que sa norme pour mesurer les distances), ce qui n'est vrai qu'en mécanique classique (pour des vitesses pas trop importantes par rapport à la limite maximale de la vitesse de la lumière dans un vide absolu, et pour des masses pas trop importantes non plus). Mais elle n'est qu'une approximation locale en mécanique relativiste.
La formule suppose aussi que seule la gravitation est prise en compte (on suppose par exemple que les particules sont non chargées pour ne pas subir d'interaction électromagnétique et sont suffisamment éloignées pour que ni l'interaction forte ni l'interaction faible ne puissent avoir d'effet significatif), que l'espace entre les particules n'est constitué que du vide absolu n'interagissant donc pas directement lui-même sur les particules (il n'y a pas de masse noire ni d'énergie noire), que la totalité de la masse de chaque particule peut être concentrée en un seul point de l'espace, que l'espace et le temps sont continus (non quantifiés) et isotropes dans toutes les directions, et que la masse individuelle des particules se conserve avec leurs vitesses et accélérations relatives, de même que la quantité de mouvement totale des particules relative à l'observateur.

## Problème à deux corps ou mouvement képlérien
Dans la mécanique de Newton, le problème à deux corps est entièrement résoluble analytiquement. Toutefois, dans les cadres de la relativité générale et dans celui de la relativité restreinte, le problème à deux corps n'admet pas de solution analytique exacte.

## Problème àNcorps
En dehors de quelques cas rarissimes où une solution exacte est connue, il faut en général recourir à des méthodes de résolution approchées. Deux approches sont utilisées :
- la théorie des perturbations, qui permet de faire des calculs analytiques approchés sous la forme de développements en série ;
- l'analyse numérique ; en programmation, le problème de la simulation de N corps devrait être théoriquement d'ordre N2, car toutes les interactions de corps deux à deux devraient être considérées a priori ; des considérations de découpage spatial récursif (voir : Simulation de Barnes-Hut) permettent cependant d'arriver à de très correctes approximations en un temps de l'ordre de N⋅ln(N) seulement. Voir aussi raffinement de maillage adaptatif.

Depuis les travaux de Henri Poincaré (en particulier le théorème qu'il a publié en 1890 dans l'article Sur le problème des trois corps et les équations de la dynamique), on sait par ailleurs que dès le problème à trois corps apparaissent des solutions sensibles aux conditions initiales, et pour lesquelles une solution analytique efficiente, même approchée, est illusoire ; les méthodes statistiques de la théorie ergodique sont utilisées dans ce cas.

## Configurations particulières

### Remarque sur le problème à trois corps
Contrairement à une idée répandue, le problème à trois corps possède une solution analytique exacte, découverte par Karl Sundman en 1909. Le problème est non résoluble avec une méthode algébrique, utilisée pour résoudre le problème à deux corps, car il manque des intégrales premières. La solution formulée par Sundman se présente sous la forme d'une série infinie qui converge très lentement, ce qui la rend en pratique inefficiente et in fine moins fiable que d’autres approches numériques, comme la méthode perturbative.
Entre 1918 et 1932, Jean Chazy confirme dans le cas le plus général la solution de Sundman et réalise une classification des sept sortes de mouvement.
Le mathématicien Qiudong Wang (en) généralise en 1991 le développement de Sundman en construisant une solution exacte du problème à N corps.
En 2000, le problème à trois corps a trouvé un renouveau par la solution périodique en huit, trouvée par Alain Chenciner et Richard Mongomery.
L'article sur les points de Lagrange en décrit une solution pour un cas particulier.

### Singularités
Il a été montré en 1992 qu'il est possible à partir de cinq corps de construire un système tel qu'il existe une durée pour laquelle au moins deux corps peuvent se trouver arbitrairement loin de leur point de départ avant l'écoulement de cette durée ; autrement dit, il est théoriquement possible d'aller infiniment loin en un temps fini,. Cependant, cette construction ne peut se réaliser en pratique, car à des vitesses proches de celle de la lumière, la relativité restreinte s'applique et non la mécanique newtonienne.

## Dans la culture
Le problème à trois corps est évoqué dans le roman de science-fiction Le Problème à trois corps, et aussi dans les séries adaptées de ce dernier, dont Le problème à trois Corps (Netflix).